# Texas Instruments
A Texas Instruments (rövidítve: TI) amerikai elektronikai vállalat. Palettáján több elektronikai termék is megtalálható: főleg félvezetőket gyárt, de például számológépeket vagy integrált áramköröket is gyártanak. Székhelyük Dallasban található.

## Története
A Texas Instruments története a Geophysical Service cégre vezethető vissza, amelyet John Clarence Karcher és Eugene McDermott alapítottak 1930-ban. 1941-ben McDermott, Cecil H. Green és J. Erik Jonsson vette meg a vállalatot. 1945 novemberében felfogadták Patrick Haggertyt menedzsernek.
1951-ben átnevezték General Instruments-re a céget, de mivel létezett már egy General Instrument nevű vállalat, így Texas Instruments lett a név. 1956-tól 1961-ig Fred Agnich volt a TI elnöke. Ezután a Geophysical Service a Texas Instruments leányvállalata lett. 1988-ban adták el a Geophysical Service-t a Halliburton-nek.
Napjainkban a TI a világ egyik legnagyobb félvezető-gyártó vállalata.